# Subida al Naranco 2010
La 44ª Subida al Naranco se disputó el martes 27 de abril de 2010, con inicio en Lugones y final en el Alto del Naranco en Oviedo, sobre un trazado de 149 kilómetros.
La prueba perteneció al UCI Europe Tour 2009-2010, dentro de la categoría 1.1.
Participaron 13 equipos. 2 equipos españoles de categoría UCI ProTour (Euskaltel-Euskadi y Footon-Servetto); los 2 de categoría Profesional Continental (Andalucía-CajaSur y Xacobeo Galicia); los 3 de categoría Continental (Burgos 2016-Castilla y León, Caja Rural y Orbea); y la selección española. En cuanto a representación extranjera, estuvieron 6 equipos: el Profesional Continental francés del Cofidis, le Crédit en Ligne; y los equipos Continentales del Café de Colombia-Colombia es Pasión, Centro Ciclismo de Loulé-Louletano, Palmeiras Resort-Prio y Miche. Formando así un pelotón de 101 corredores, con 8 corredores por equipo (excepto el Miche que salió con 7 y el Cofidis, le Crédit en Ligne que salió con 6), de los que acabaron 59; aunque solo 37 de ellos dentro del "control".
El ganador final fue Santi Pérez (que se hizo con la clasificación de la montaña y al ser asturiano también se hizo con la clasificación de los asturianos) tras sobrepasar en los últimos metros al también asturiano Andrés Avelino Antuña. Tercero fue Luis Felipe Laverde.
Las otras clasificaciones secundarias fueron para Mickaël Buffaz (metas volantes), Javier Aramendia (internaranco), y Miche (equipos).

## Clasificación final
| \| Posición \| Ciclista \| Equipo \| Tiempo \| \| -------- \| ------------------- \| ----------------------------------- \| ---------- \| \| 1. \| Santi Pérez \| Loulé-Louletano \| 3h 47' 48" \| \| 2. \| Andrés Antuña \| Burgos 2016-Castilla y León \| + 2" \| \| 3. \| Luis Felipe Laverde \| Café de Colombia-Colombia es Pasión \| + 7" \| \| 4. \| Andre Cardoso \| Palmeiras Resort-Prio \| + 23" \| \| 5. \| Pasquale Muto \| Miche \| + 31" \| \| 6. \| Przemysław Niemiec \| Miche \| + 46" \| \| 7. \| Marcos García \| Xacobeo Galicia \| + 51" \| \| 8. \| Dalivier Ospina \| Café de Colombia-Colombia es Pasión \| m.t. \| \| 9. \| Fortunato Baliani \| Miche \| m.t. \| \| 10. \| José Herrada \| Caja Rural \| + 1' 11" \| |                     |                                     |            |
| Posición | Ciclista            | Equipo                              | Tiempo     |
| 1. | Santi Pérez         | Loulé-Louletano                     | 3h 47' 48" |
| 2. | Andrés Antuña       | Burgos 2016-Castilla y León         | + 2"       |
| 3. | Luis Felipe Laverde | Café de Colombia-Colombia es Pasión | + 7"       |
| 4. | Andre Cardoso       | Palmeiras Resort-Prio               | + 23"      |
| 5. | Pasquale Muto       | Miche                               | + 31"      |
| 6. | Przemysław Niemiec  | Miche                               | + 46"      |
| 7. | Marcos García       | Xacobeo Galicia                     | + 51"      |
| 8. | Dalivier Ospina     | Café de Colombia-Colombia es Pasión | m.t.       |
| 9. | Fortunato Baliani   | Miche                               | m.t.       |
| 10. | José Herrada        | Caja Rural                          | + 1' 11"   |